# Funkcja wielu zmiennych
Funkcja wielu zmiennych – dwuznaczne pojęcie matematyczne:
- w sensie szerokim jest to każda funkcja {\displaystyle f\colon X\to Y,} której dziedziną {\displaystyle X} jest podzbiór iloczynu kartezjańskiego co najmniej dwóch zbiorów, tzn. {\displaystyle X\subseteq X_{1}\times \ldots \times X_{n};}
- w sensie wąskim jest to każda funkcja rzeczywista, której argumenty to co najmniej dwie liczby[1].

Częstym przykładem są zmienne rzeczywiste, tzn. {\displaystyle X\subseteq \mathbb {R} _{1}\times \ldots \times \mathbb {R} _{n}=\mathbb {R} ^{n};} elementy dziedziny są wektorami {\displaystyle \mathbf {x} =[x_{1},x_{2},\dots ,x_{n}].} Przeciwdziedzina {\displaystyle Y} funkcji może być przestrzenią liczb rzeczywistych {\displaystyle \mathbb {R} } lub ogólnie – przestrzenią wielowymiarową {\displaystyle \mathbb {R} ^{m};} w tym ogólnym przypadku wartościami funkcji są wektory {\displaystyle \mathbf {y} =[y_{1},y_{2},\dots ,y_{m}].}
Wiele podstawowych funkcji rozpatrywanych np. w matematyce, fizyce, chemii, biologii, ekonomii, inżynierii itp. jest funkcjami wielu zmiennych.

## Zapis funkcji wielu zmiennych
Funkcję {\displaystyle f(\mathbf {x} )} zależną od zmiennych postaci {\displaystyle \mathbf {x} =[x_{1},x_{2},\dots ,x_{n}]} zwykle zapisuje się pomijając nawiasy wewnętrzne, czyli pisze się {\displaystyle f(x_{1},x_{2},\dots ,x_{n})} zamiast {\displaystyle f([x_{1},x_{2},\dots ,x_{n}]).}
W przypadku mniejszej liczby zmiennych zamiast oznaczeń {\displaystyle x_{1},x_{2},x_{3}} stosuje się oznaczenia {\displaystyle x_{1}\equiv x,} {\displaystyle x_{2}\equiv y,} {\displaystyle x_{3}\equiv z.}
Często w zapisie funkcji wielu zmiennych nie podaje się jawnie zmiennych, domyślnie przyjmując, iż wszystkie literały oznaczają zmienne z wyjątkiem uznanych powszechnie za stałe, np. fizyczne lub matematyczne. Np. wzór na objętość walca obrotowego {\displaystyle V(r,h)=\pi r^{2}h} jest funkcją dwóch zmiennych {\displaystyle r,h} (gdzie {\displaystyle r} – promień podstawy, {\displaystyle h} – wysokość walca); w skrócie funkcję tę zapisuje się w postaci {\displaystyle V=\pi r^{2}h.}

## Przykłady 1
Przykładowe funkcje wielu zmiennych:
- {\displaystyle f(x,y)=\sin(xy^{2})}
- {\displaystyle f(x,y,z)=x^{3}y-xyz+y\sin ^{2}z^{3}-x}
- {\displaystyle f(x_{1},\dots ,x_{n})={\sqrt {x_{1}^{2}+\ldots +x_{1}^{n}}}} – długość wektora w przestrzeni {\displaystyle \mathbb {R} ^{n}}
- {\displaystyle f(x,y,z,t)=x+y+z+t}
- {\displaystyle f(x,y)=\int _{-\infty }^{+\infty }{\frac {1}{t}}\sin(t\cdot xy^{2})dt}
- {\displaystyle U(R,I)=IR} – napięcie na oporniku jako funkcja oporu {\displaystyle R} i natężenia {\displaystyle I} prądu (według prawa Ohma)

## Przykłady 2

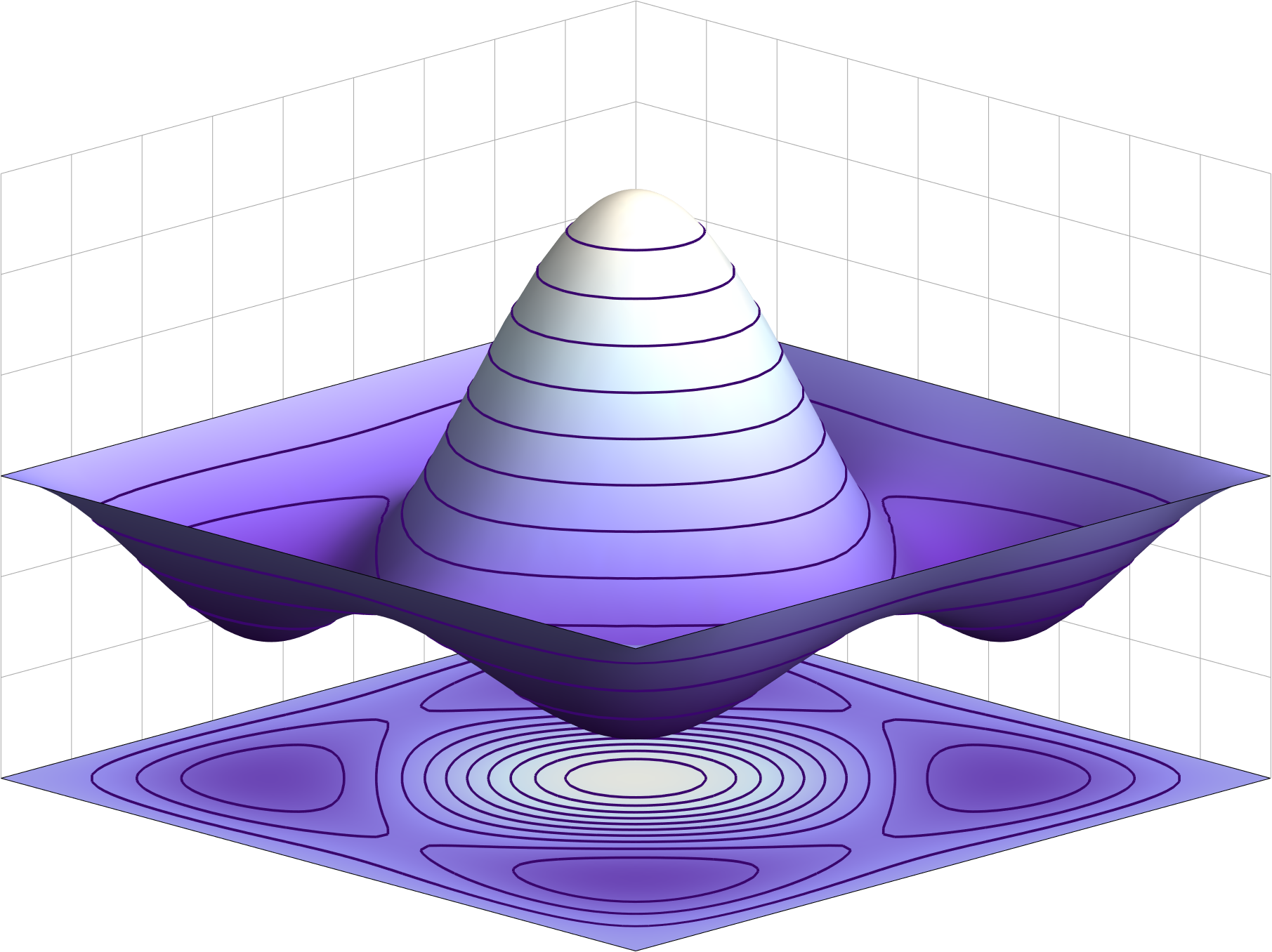
Symetryczna funkcja falowa 2 bozonów. Na osiach płaszczyzny poziomej odłożone są możliwe położenia bozonów, na osi pionowej – wartości funkcji.

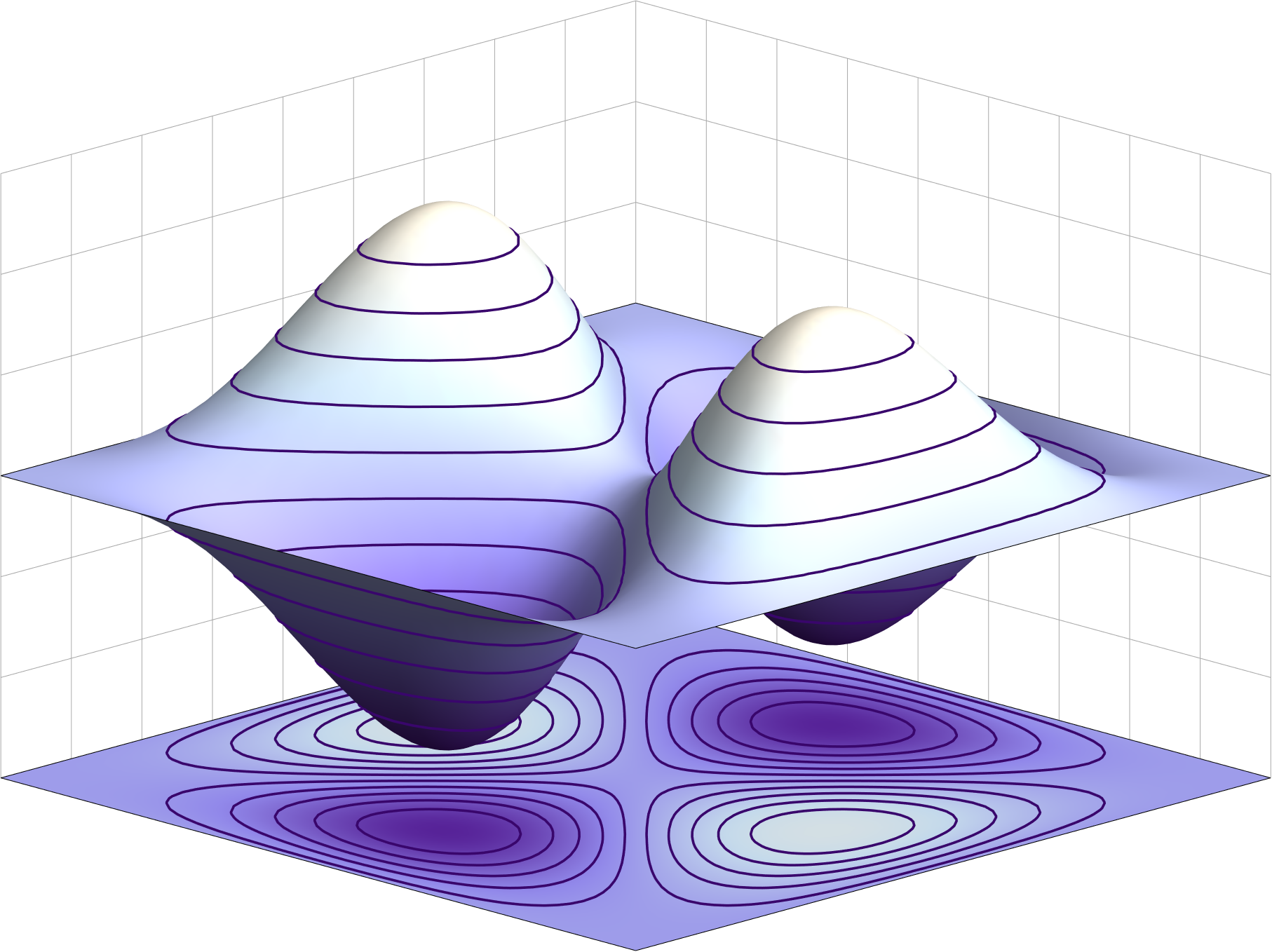
Antysymetryczna funkcja falowa 2 fermionów. Na osiach płaszczyzny poziomej odłożone są możliwe położenia fermionów, na osi pionowej – wartości funkcji.

- W matematyce elementarnej podstawowe działania (dodawanie, odejmowanie, mnożenie, dzielenie, potęgowanie) – to funkcje dwóch zmiennych.
- W mechanice klasycznej wektor położenia układu w przestrzeni konfiguracyjnej jest funkcją czasu, przy czym liczba elementów wektora położenia jest równa liczbie stopni swobody układu. Np. w przypadku jednej cząstki poruszającej się swobodnie w przestrzeni wektor ten ma 3 składowe, a dla N takich cząstek wektor ten ma 3N składowych.
- W mechanice kwantowej stan układu opisuje funkcja falowa mająca wartości w zbiorze liczb zespolonych, która zależny od takiej liczby współrzędnych, jaka byłaby potrzebna do opisania układu w mechanice klasycznej, jeżeli przy tym nie uwzględnia się spinu cząstek; jeżeli zaś trzeba uwzględnić spin, to wartości funkcji falowej tworzą wektor mający tyle elementów, ile stanów spinowych może mieć układ[2].